# Arhitektura u 1536.
◄◄ | ◄ | 1533. | 1534. | 1535. | 1536.  | 1537. | 1538. | 1539. | ► | ►►
Arhitektura • Astronomija • Glazba • Kazalište • Kiparstvo • Knjige • Književnost • Kršćanstvo • Medicina • Politika • Pravo • Promet • Slikarstvo • Znanost
Arhitektura u 1536.

## Hrvatska i u Hrvata

### Zgrade i druge građevine
- Dovršena gradnja Katedrale sv. Jakova u Šibeniku

## Vanjske poveznice
|  | Zajednički poslužitelj ima još gradiva o temi Arhitektura u 1530-im |